# Catarhoe obscura
Catarhoe obscura là một loài bướm đêm trong họ Geometridae.